# Luciano Borgognoni
Luciano Borgognoni (12 de outubro de 1951 — 2 de agosto de 2014) foi um ciclista italiano que competia em provas de ciclismo de estrada e pista. Foi profissional de 1973 a 1982.
Como um ciclista amador, ele venceu o campeonato mundial de perseguição por equipes em 1971, juntamente com Giacomo Bazzan, Giorgio Morbiato e Pietro Algeri.
Foi um dos representantes da Itália nos Jogos Olímpicos de 1972 em Munique, na União Soviética, competindo na perseguição individual e por equipes.
Como profissional, suas principais vitórias foram duas etapas do Giro d'Italia 1977.